# Рейнштадіон
«Рейнштадіон» (нім. Rheinstadion) — колишній багатофункціональний стадіон в Дюссельдорфі, який був розташований недалеко від берега Рейну. В основному використовувався для проведення матчів з футболу і американського футболу, а також легкоатлетичних змагань. У 2002 році було знесено і на його місці побудований новий стадіон.

## Історія

### Перший етап (1925—1968)
Планування будівництва великого спортивного об'єкта на півночі Дюссельдорфа почалося ще до Першої світової війни. У той час берлінський архітектор Йоганнес Зайфферт представив проект у вигляді підкови з прикріпленим басейном. Але тільки в 1920-х роках плани, розроблені архітектором Гансом Фрезе, були реалізовані. Загальна вартість будівництва спортивної споруди склала 1 240 000 рейхсмарок. Стадіон був оточений рядом інших спортивних об'єктів, таких як плавальний басейн і велотрек. Споруди, маршрути і логістика вважалися зразковими. Також відзначалася архітектурна гармонія стадіону та басейну, а також вдале розміщення об'єктів в ландшафті Нижнього Рейну. Місткість стадіону становила 42 500 місць.

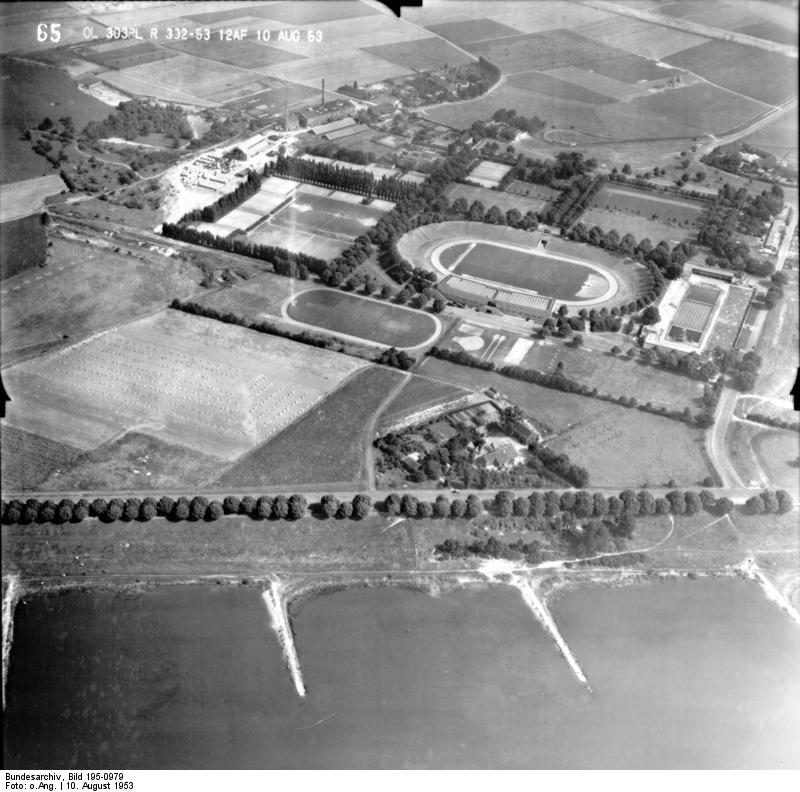
«Рейнштадіон» з висоти пташиного польоту (1953)

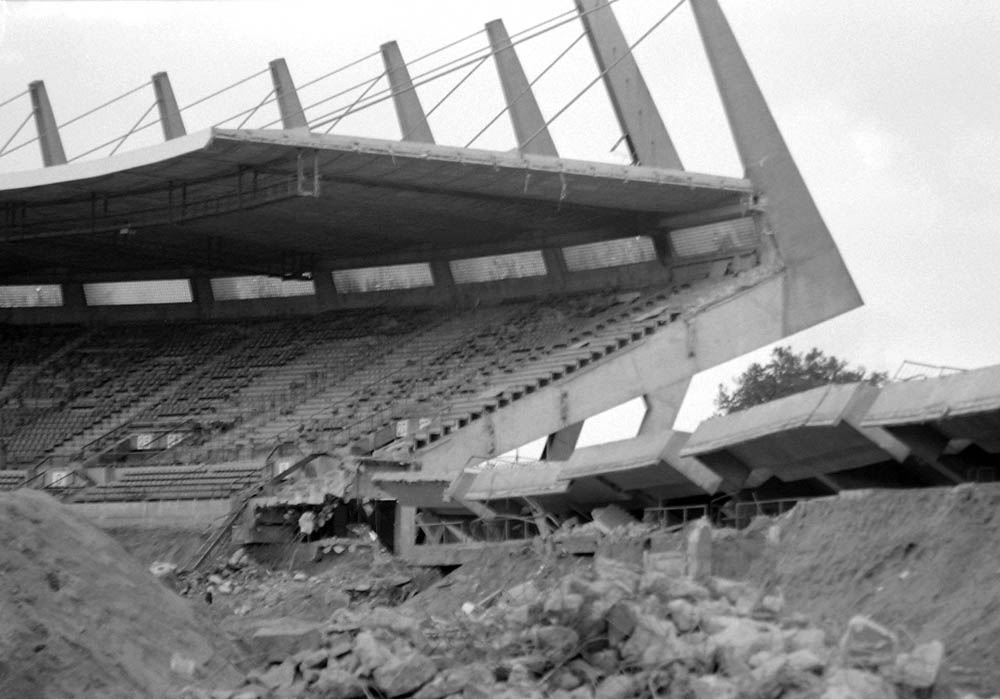
«Рейнштадіон» під час знесення

Остаточно всі об'єкти були введені в експлуатацію в 1925 році. У вересні того року регіон, звільнений місяцем раніше від Франції, відвідав рейхспрезидент Пауль фон Гінденбург і виголосив патріотичну промову для 50 000 осіб, присутніх на «Рейнштадіоні», в честь закінчення французької окупації. Дані святкування можна вважати «неофіційною інавгурацією стадіону». Офіційним же відкриттям став футбольний матч між збірними Німеччини і Нідерландів, що відбувся 18 квітня 1926 року. Господарі при переповнених трибунах взяли гору з рахунком 4:2. Через 30 років голландці взяли реванш на цьому стадіоні — у товариському матчі 14 березня 1956 року на цій же арені збірна Нідерландів здобула перемогу проти ФРН з рахунком 1:2.

### Другий етап (1968—2002)
«Рейнштадіон» був обраний одним з дев'яти стадіонів для проведення чемпіонату світу з футболу 1974. У зв'язку з цим стадіон був значно перебудований і модернізований в 1968—1975 роках. На його реконструкцію пішло 46,3 мільйона марок. Місткість була розширена до 68 000 місць.
Проект нового стадіону був розроблений Фрідріхом Таммсом і Ервіном Беєром.
На стадіоні з'явилися прожектори з чотирма 48-метровими щоглами і новий газон з ефективною дренажною системою, що дозволяла комфортно грати навіть під час дощу.
До Кубку світу з легкої атлетики 1977 року були перероблені бігові доріжки і забезпечені пластиковим покриттям. А також за 11 мільйонів марок був побудований легкоатлетичний манеж.
Поступово в зв'язку з різними модифікаціями місткість стадіону зменшилась до 55 850 місць.

### Прийняття рішення про знесення стадіону
В ході німецької заявки на проведення чемпіонату світу з футболу 2006 року керівництво міста планувало подати заявку в Німецький футбольний союз «Рейнштадіон» як одне з місць проведення турніру. Для цього були створені плани з реконструкції стадіону. Вони передбачали закриття південної трибуни і даху, яка була відкрита для нижнього ярусу. Крім того, дах всередині стадіону мав бути розширений, щоб зробити більшу кількість місць захищеними від опадів.
Після перемоги німецької заявки місто змінило стратегію щодо місця проведення матчів. В результаті тендеру було прийнято рішення про знесення «Рейнштадіона» і будівництво на його місці нового великого спортивного об'єкта.

### Знесення
Останній футбольний матч на стадіоні було проведено 3 березня 2002 року, коли «Фортуна» розійшлася миром з ессенським «Рот-Вайсом» з рахунком 1:1. Останньою спортивною подією на стадіоні був матч World Bowl в рамках NFL Europe між місцевою командою «Рейн Файр» і «Берлін Тандер», що відбувся 22 червня 2002 року. За грою і видовищною шоу-програмою спостерігали 53 109 глядачів. Господарі зазнали поразки з рахунком 20:26.
З 12 вересня по 6 листопада 2002 року було проведено знесення стадіону 2 вибухами. Однак багато частин колишнього спортивного парку було розширено і використані для інших цілей.
Знімки вибухів були використані в одному з епізодів серіалу «Кобра 11».
Трохи північніше колишнього розташування незабаром був зведений новий стадіон «Меркур Шпіль-арена».

## Значущі події
- Чемпіонат світу з футболу 1974
- Чемпіонат Європи з футболу 1988
- Фінал Кубка УЄФА 1975
- Фінал Кубка УЄФА 1979
- Фінал Кубка володарів кубків 1981
- Кубок світу з легкої атлетики 1977
- Суперкубок Німеччини з футболу 1995

### Матчі ЧС-1974 та Євро-1988
| №  | Дата           | Матч                | Рахунок | Турнір              | Глядачів |
| -- | -------------- | ------------------- | ------- | ------------------- | -------- |
| 1. | 15 червня 1974 | Швеція — Болгарія   | 0 — 0   | ЧС-1974 (Група 3)   | 28.800   |
| 2. | 23 червня 1974 | Швеція — Уругвай    | 3 — 0   | ЧС-1974 (Група 3)   | 28.300   |
| 3. | 26 червня 1974 | Югославія — ФРН     | 0 — 2   | ЧС-1974 (Група B)   | 67.385   |
| 4. | 30 червня 1974 | ФРН — Швеція        | 4 — 2   | ЧС-1974 (Група B)   | 67.800   |
| 5. | 3 липня 1974   | Швеція — Югославія  | 2 — 1   | ЧС-1974 (Група B)   | 41.300   |
| 6. | 10 червня 1988 | ФРН — Італія        | 1 — 1   | Євро-1988 (Група A) | 62.552   |
| 7. | 22 червня 1988 | Англія — Нідерланди | 1 — 3   | Євро-1988 (Група B) | 63.940   |